# Inge Vervotte
Inge Marie Roger Ghislaine Vervotte (ur. 27 grudnia 1977 w Bonheiden) – belgijska i flamandzka polityk, minister w rządzie regionalnym Flandrii i w rządzie federalnym.

## Życiorys
W 1998 ukończyła studia licencjackie w Katholieke Sociale Hogeschool w Heverlee, kształcąc się w zawodzie asystenta społecznego. Zawodowo związana z konfederacją chrześcijańskich związków zawodowych ACV (Algemeen Christelijk Vakverbond).
Zaangażowała się w działalność partii Chrześcijańscy Demokraci i Flamandowie (CD&V). W 2003 uzyskała mandat posłanki do Izby Reprezentantów, a w 2004 zasiadła w Parlamencie Flamandzkim. W tym samym roku nowy premier Flandrii, Yves Leterme, powierzył jej stanowisko regionalnego ministra ds. opieki społecznej, zdrowia publicznego i rodziny. W 2007 ponownie wybrano ją do niższej izby krajowego parlamentu.
Od grudnia 2007 do grudnia 2008 sprawowała urząd ministra służb i przedsiębiorstw publicznych w przejściowych rządzie Guya Verhofstadta i gabinecie Yves'a Leterme. Powróciła na to samo stanowisko w listopadzie 2009, gdy ten ostatni ponownie został federalnym premierem. W 2010 uzyskała kolejny raz mandat deputowanej do Izby Reprezentantów. W grudniu 2011 zakończyła urzędowanie na urzędzie ministra.